# Pachyramphus surinamus
Pachyramphus surinamus là một loài chim trong họ Tityridae.